# Tour of the Mongoose
Tournées par Shakira
Tour Anfibio
(2000) Oral Fixation Tour
(2006-2007)
Le Tour Of The Mongoose est une tournée internationale de l'auteur-compositeur-interprète Shakira.
La tournée débuta le 8 novembre 2002 pour prendre fin le 11 mai 2003.
Un DVD live est sorti sous le nom de Live and off the Record

## Histoire
Shakira qui sortait son tout premier album en anglais, Laundry Service, a annoncé le 22 septembre 2002, au Rockefeller Plaza de New York, qu'elle allait entamer une tournée mondiale reprenant les chansons de son album Laundry Service mais aussi de ses autres albums comme ¿Dónde están los ladrones?.
Cette tournée fut un réel succès pour la chanteuse, elle a « hypnotisé » ses fans en dansant et en chantant ses plus grand tubes comme Whenever, Wherever, Ojos Así, Ciega, sordomuda, Objection (Tango), Si Te Vas, Underneath Your Clothes...

## Liste des chansons
Pays Anglophones
1. Intro (Welcome To The Jungle)
2. Ojos Así
3. Si Te Vas
4. Fool
5. Ciega, Sordomuda
6. The One
7. Dude Looks Like A Lady
8. Back In Black
9. Rules
10. Inevitable
11. Underneath Your Clothes
12. Estoy Aquí
13. Octavo Día
14. Ready For The Good Times
15. Un Poco De Amor
16. Band Introduction
17. Poem To A Horse
18. Tu
19. Objection (Tango) (Afro-Punk Version)
20. Whenever, Wherever (Sahara Remix)

## Pays hispaniques
1. Intro (Welcome To The Jungle)
2. Ojos Así
3. Si Te Vas
4. Inevitable
5. Ciega, Sordomuda
6. Dónde Están Los Ladrones
7. Dude Looks Like A Lady
8. Back In Black
9. Rules
10. Underneath Your Clothes
11. Estoy Aquí
12. Octavo Día
13. Ready For The Good Times
14. Un Poco De Amor
15. Band Introduction
16. Te Dejo Madrid
17. Tu
18. Te Aviso, Te Anuncio (Tango) (Afro Punk Version)
19. Suerte (Sahara Remix)

### Dates officielles
| Dates                                                     | Villes         | Pays                   | Lieux                       |
| --------------------------------------------------------- | -------------- | ---------------------- | --------------------------- |
| Dates de la tournée                                       |                |                        |                             |
| 8 novembre 2002                                           | San Diego      | États-Unis             | San Diego Sports Arena      |
| 10 novembre 2002                                          | San Jose       | États-Unis             | HP Pavilion                 |
| 12 novembre 2002                                          | Anaheim        | États-Unis             | Arrowhead Pond              |
| 13 novembre 2002                                          | Los Angeles    | États-Unis             | Staples Center              |
| 15 novembre 2002                                          | El Paso        | États-Unis             | Don Haskins Center          |
| 16 novembre 2002                                          | El Paso        | États-Unis             | Don Haskins Center          |
| 20 novembre 2002                                          | New York       | États-Unis             | Madison Square Garden       |
| 22 novembre 2002                                          | Détroit        | États-Unis             | The Palace of Auburn Hills  |
| 24 novembre 2002                                          | Philadelphie   | États-Unis             | First Union Center          |
| 25 novembre 2002                                          | Uniondale      | États-Unis             | Nassau Coliseum             |
| 27 novembre 2002                                          | Montréal       | Canada                 | Centre Bell                 |
| 28 novembre 2002                                          | Toronto        | Canada                 | Air Canada Centre           |
| 30 novembre 2002                                          | Boston         | États-Unis             | Fleet Center                |
| 2 décembre 2002                                           | Miami          | États-Unis             | American Airlines Arena     |
| 10 décembre 2002                                          | Barcelone      | Espagne                | Palau Sant Jordi            |
| 12 décembre 2002                                          | Cologne        | Allemagne              | Cologne Arena               |
| 16 décembre 2002                                          | Londres        | Royaume-Uni            | Wembley Arena               |
| 18 janvier 2003                                           | Chicago        | États-Unis             | United Center               |
| 20 janvier 2003                                           | Dallas         | États-Unis             | American Airlines Arena     |
| 22 janvier 2003                                           | Houston        | États-Unis             | Compaq Center               |
| 23 janvier 2003                                           | San Antonio    | États-Unis             | SBC Center                  |
| 25 janvier 2003                                           | Las Vegas      | États-Unis             | Mandalay Bay Resort         |
| 28 janvier 2003                                           | Denver         | États-Unis             | Pepsi Center                |
| 31 janvier 2003                                           | Phoenix        | États-Unis             | America West Arena          |
| 2 février 2003                                            | Oakland        | États-Unis             | Oakland Arena               |
| 5 février 2003                                            | Laredo         | États-Unis             | Laredo Entertainment Center |
| 6 février 2003                                            | Laredo         | États-Unis             | Laredo Entertainment Center |
| 8 février 2003                                            | Guadalajara    | Mexique                | 3 de Marzo Stadium          |
| 9 février 2003                                            | Guadalajara    | Mexique                | 3 de Marzo Stadium          |
| 11 février 2003                                           | Monterrey      | Mexique                | Auditorio Coca Cola         |
| 12 février 2003                                           | Monterrey      | Mexique                | Auditorio Coca Cola         |
| 14 février 2003                                           | Mexico         | Mexique                | Foro Sol                    |
| 15 février 2003                                           | Mexico         | Mexique                | Foro Sol                    |
| 19 février 2003                                           | Panama         | Panama                 | Plaza Amador                |
| 23 février 2003                                           | Albuquerque    | États-Unis             | Tingley Coliseum            |
| 23 février 2003                                           | El Paso        | États-Unis             | Don Haskins Center          |
| 28 février 2003                                           | Quito          | Équateur               | Estadio Atahualpa           |
| 5 mars 2003                                               | Lima           | Pérou                  | Jockey Club                 |
| 8 mars 2003                                               | Santiago       | Chili                  | Estadio Nacional            |
| 12 mars 2003                                              | Bogota         | Colombie               | El Campin Stadium           |
| 15 mars 2003                                              | Barranquilla   | Colombie               | Metropolitano Stadium       |
| 22 mars 2003                                              | San Juan       | Puerto Rico            | Hiram Bithorn               |
| 28 mars 2003                                              | Paris          | France                 | Bercy                       |
| 30 mars 2003                                              | Vienne         | Autriche               | Wiener Stadthalle           |
| 31 mars 2003                                              | Vienne         | Autriche               | Wiener Stadthalle           |
| 2 avril 2003                                              | Zurich         | Suisse                 | Hallenstadion               |
| 4 avril 2003                                              | Francfort      | Allemagne              | Festhalle                   |
| 6 avril 2003                                              | Munich         | Allemagne              | Olympiahalle                |
| 10 avril 2003                                             | Stockholm      | Suède                  | Globe Arena                 |
| 13 avril 2003                                             | Berlin         | Allemagne              | Max-Schmeling-Halle         |
| 14 avril 2003                                             | Hamburg        | Allemagne              | Color Line Arena            |
| 17 avril 2003                                             | Milan          | Italie                 | Fila Forum                  |
| 21 avril 2003                                             | Anvers         | Belgique               | Sportpaleis                 |
| 22 avril 2003 (Filmé pour le DVD Live and off the Record) | Rotterdam      | Pays-Bas               | Ahoy                        |
| 25 avril 2003                                             | Madrid         | Espagne                | Plaza de Toros              |
| 27 avril 2003                                             | Lisbonne       | Portugal               | Pavilhão Atlantico          |
| 1er mai 2003                                              | Punta del Este | Uruguay                | Hotel Conrad                |
| 3 mai 2003                                                | Buenos Aires   | Argentine              | Stade de River Plate        |
| 6 mai 2003                                                | Santo Domingo  | République dominicaine | Estadio Quisquiye           |
| 8 mai 2003                                                | Maracaibo      | Venezuela              | Estadio Pachencho Romero    |
| 11 mai 2003                                               | Caracas        | Venezuela              | Poliedro                    |